# كريس لورانس
كريس لورانس (بالإنجليزية: Chris Lawrence)‏ هو مهندس بريطاني، ولد في 27 يوليو 1933 في إيلنغ في المملكة المتحدة، وتوفي في 13 أغسطس 2011 في هيرفوردشير في المملكة المتحدة بسبب سرطان.